# RS Ophiuchi
RS Ophiuchi ( RS Oph ) é uma nova recorrente localizada a aproximadamente 5.000 anos-luz de distância, na constelação de Ophiuchus. Em sua fase silenciosa tem uma magnitude aparente de cerca de 12,5. Foram registradas erupções em 1898, 1933, 1958, 1967, 1985, 2006 e 2021, atingindo magnitude 5 em média. Outras duas erupções, em 1907 e 1945, foram inferidas de dados de arquivo. A nova recorrente é produzida por uma estrela anã branca e uma gigante vermelha em um sistema binário. Aproximadamente a cada 15 anos, material suficiente da gigante vermelha se acumula na superfície da anã branca produzindo uma explosão termonuclear. A anã branca tem órbita próxima da gigante vermelha, com um disco de acreção concentrando a atmosfera transbordante da gigante vermelha na estrela menor.

## Propriedades

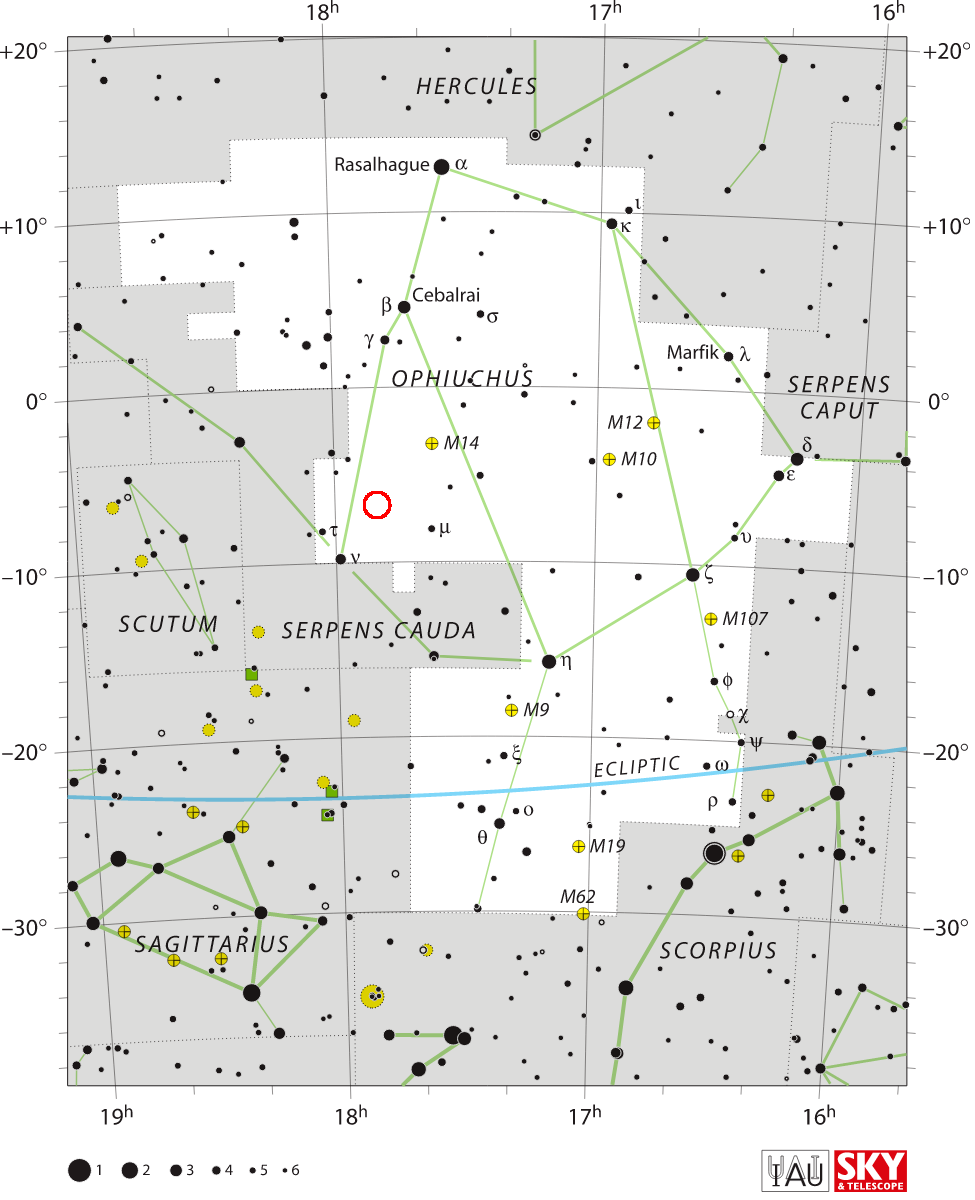
A localização de RS Ophiuchi (circulado em vermelho)

RS Ophiuchi é um sistema que consiste em uma anã branca com uma gigante vermelha companheira. As estrelas são um sistema binário com período orbital de cerca de 454 dias.

## História eruptiva
O gráfico abaixo mostra quando cada nova registrada ocorreu desde a primeiro episódio confirmado no ano de 1898.
| Data da erupção | Anos desde a última erupção |
| --------------- | --------------------------- |
| 1898            | -                           |
| 1907            | 9                           |
| 1933            | 26                          |
| 1945            | 12                          |
| 1958            | 13                          |
| 1967            | 9                           |
| 1985            | 18                          |
| 2006            | 21                          |
| 2021            | 15                          |
| Presente (2021) | 0                           |

### 1898

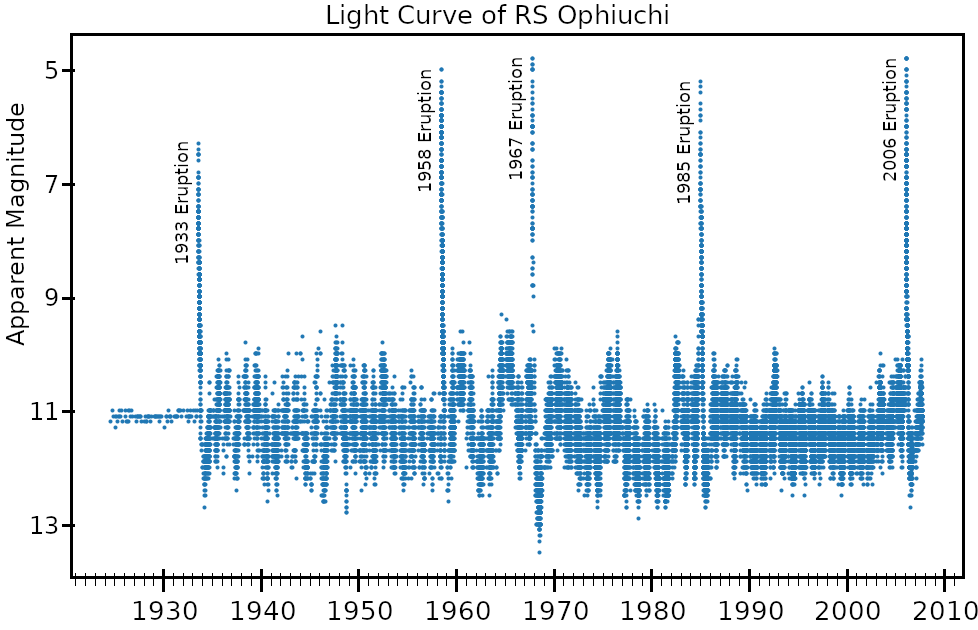
A curva de luz de RS Ophiuchi, mostrando cinco erupções. Efetuado com dados de banda visível da AAVSO.

A erupção de 1898 não foi, de fato, descoberta até vários anos depois de acontecer. Williamina Fleming descobriu um espectro semelhante a uma nova nas fotografias do Memorial Henry Draper e o anunciou como um evento do tipo em potencial em 1904. Este descoberta foi confirmada por Edward Charles Pickering em 1905, após o qual Annie Jump Cannon determinou que RS Ophiuchi provavelmente atingiu o máximo em 1898.

### 1907
Embora a erupção de 1907 não tenha sido observada durante a explosão, as medições de uma queda no brilho a partir de observações de arquivos sugerem que RS Oph sofreu uma erupção no início daquele ano, durante um período em que estava obscurecida pelo Sol.

### 1933
A explosão de 1933 foi detectada pela primeira vez por Eppe Loreta, de Bolonha, Itália. Loreta estava observando Y Ophiuchi quando, por acaso, notou um objeto brilhante a cerca de 50 minutos de arco a sudoeste de Y Oph. A detecção desta estrela luminosa resultou na segunda explosão registrada de RS Oph. Uma descoberta independente desta atividade foi feita vários dias depois por Leslie Peltier (P) enquanto fazia sua verificação de rotina da variável.

### 1945
A erupção de 1945 também foi inferida a partir de dados de arquivo após a explosão, devido ao obscurecimento causado pelo Sol durante o pico de brilho. Essa erupção é mais certa do que a de 1907, pois a parte final da erupção também foi observada.

### 1958
A explosão de 1958 foi detectada por Cyrus Fernald, em Longwood, Flórida. O relatório mensal de Fernald de julho de 1958, contendo 345 observações, exibe uma nota na qual ele comenta "Um mês não muito bom, fora das observações de RS Oph (19 no total). Foi interessante observar a mudança de cor à medida que a estrela enfraquecia. Foi amarelo-avermelhado na primeira noite, depois vermelho-amarelado e assim por diante. Na última observação foi a estrela mais vermelha que eu já vi." A cor carmesim de que fala Fernald é indicativa da forte emissão H-alfa exibida nos vários dias após a explosão.

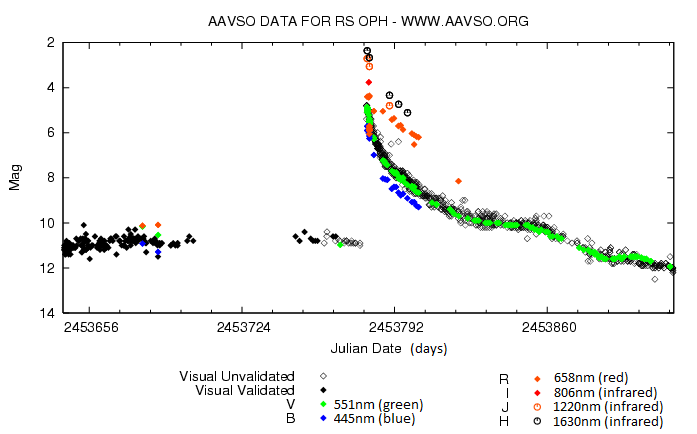
Curva de luz dos dados da AAVSO referentes à explosão de RS Oph em 2006. Cores diferentes refletem filtros diferentes.

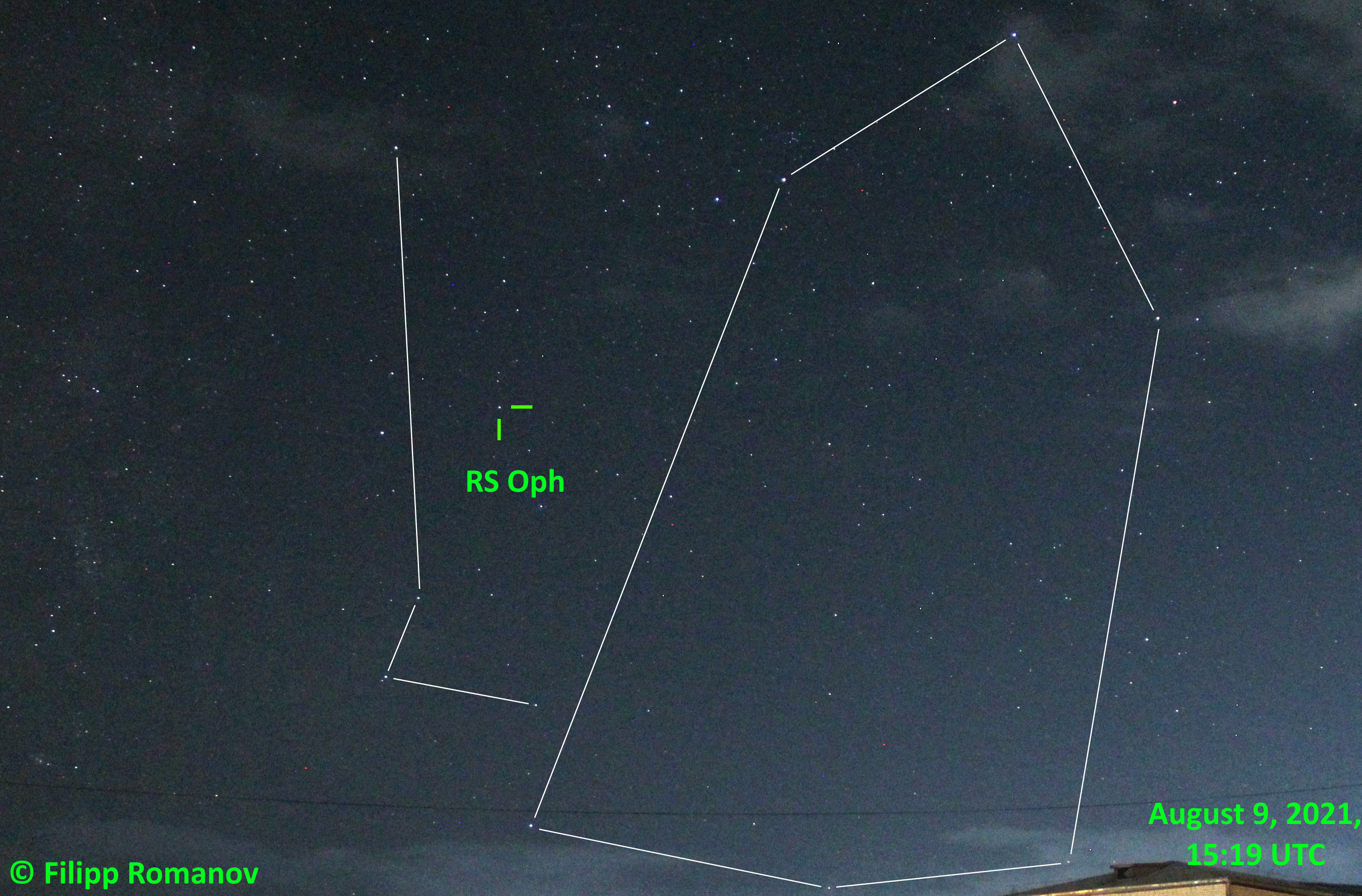
Imagem de RS Oph na explosão de 2021 capturada na cidade de Nakhodka, Rússia.

### 1967
A explosão de 1967 foi novamente detectada por Cyrus Fernald (FE), no entanto, Fernald não recebeu crédito pela primeira observação do máximo. Pois na mesma noite, o Dr. Max Beyer (BY), localizado em Hamburgo, Alemanha, observou a variável em 6ª magnitude. Devido à diferença de 6 horas nos fusos horários, ao Dr. Beyer foi creditado o primeiro relatório.

### 1985
Em janeiro de 1985, Warren Morrison de Peterborough, Canadá, descobriu que RS Oph estava novamente em explosão, atingindo um brilho máximo de magnitude 5,4.

### 2006
Em 12 de fevereiro de 2006, ocorreu uma nova explosão, atingindo magnitude 4,5. A oportunidade foi aproveitada para observá-la em diferentes comprimentos de onda. Foi notavelmente observada com o VLTI por Olivier Chesneau, que descobriu uma bola de fogo alongada 5,5 dias após a explosão (veja a figura abaixo).

### 2021
Em 8 de agosto de 2021, às 21:55 (Tempo Universal), o observador brasileiro Alexandre Amorim detectou visualmente a erupção de RS Oph, avaliando seu brilho em magnitude 5,0 e fotografando a região da estrela às 21:59 TU. Amorim relatou essa observação à Associação Americana de Observadores de Estrelas Variáveis (AAVSO) publicando também no fórum dessa associação. A CBET nº 5013, do Bureau Central de Telegramas Astronômicos creditou a Keith Geary e a Alexandre Amorim como os dois observadores da detecção dessa mais recente erupção de RS Oph. Ainda em 8 de agosto de 2021 o Telescópio Espacial de Raios Gama Fermi corroborou as observações ópticas feitas por K. Geary dessa nova erupção associada a RS Oph, também com uma magnitude visual estimada de 5,0. A estrela atingiu um pico de magnitude visual de aproximadamente 4,6 no dia seguinte.

## Bibliografia

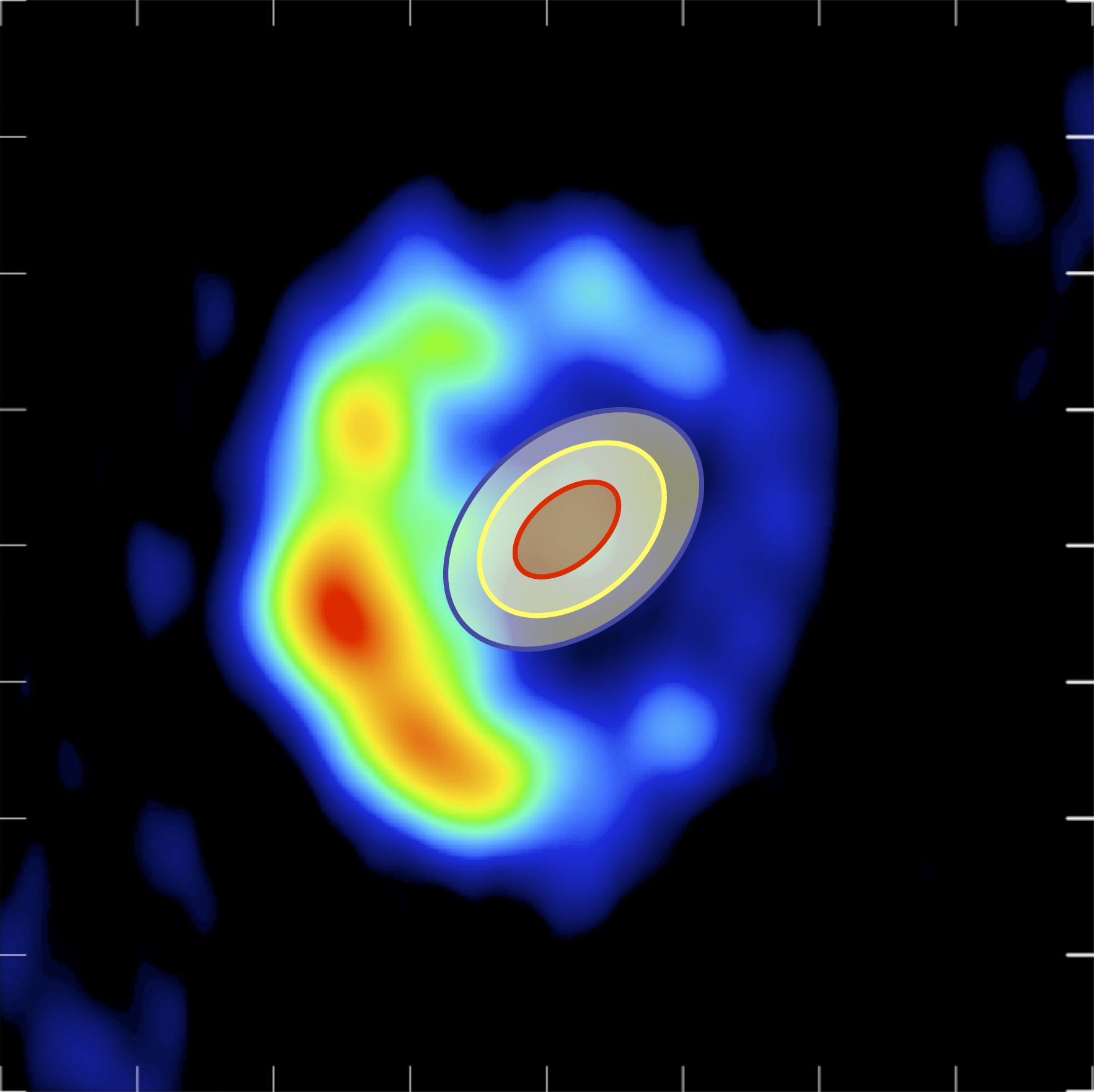
perfil de rádio de RS Ophiuchi, junto com a bola de fogo vista pelo VLTI 5,5 dias após a explosão (elipses coloridas)